# Västergarn
Västergarn is een plaats in de gemeente, landschap en eiland Gotland en de provincie Gotlands län in Zweden. De plaats heeft 112 inwoners (2005) en een oppervlakte van 46 hectare. Door het dorp stroomt de Västergarnsån met op haar linker oever de plaatselijke kerk.